# Leichtathletik-Weltmeisterschaften 2009/110 m Hürden der Männer

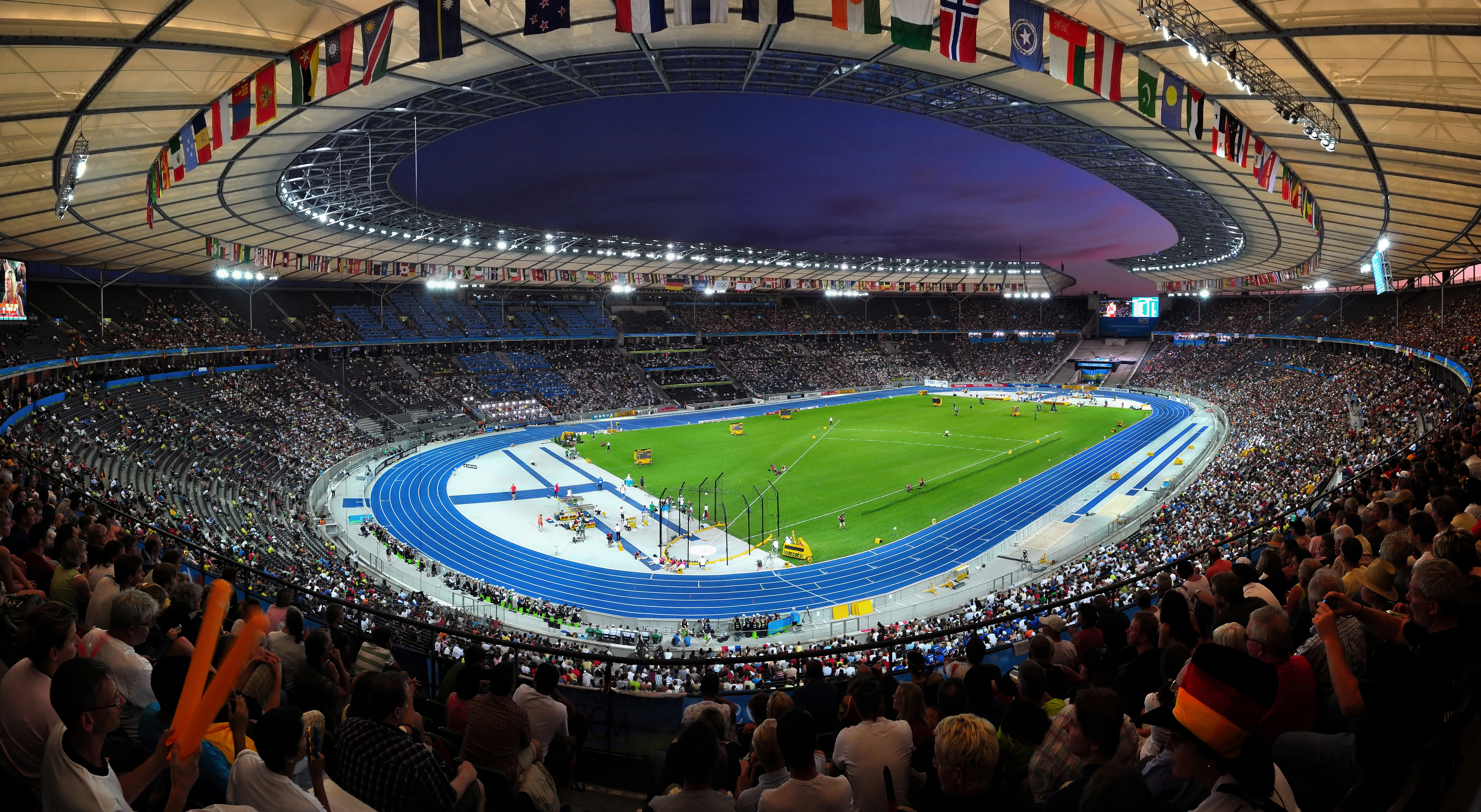
Das Berliner Olympiastadion während der Leichtathletik-Weltmeisterschaften

Der 110-Meter-Hürdenlauf der Männer bei den Leichtathletik-Weltmeisterschaften 2009 wurde am 19. und 20. August 2009 im Olympiastadion der deutschen Hauptstadt Berlin ausgetragen.
Die US-amerikanischen Hürdensprinter errangen in diesem Wettbewerb mit Silber und Bronze zwei Medaillen. Weltmeister wurde Ryan Brathwaite aus Barbados. Für Terrence Trammell gab es wie schon bei den Olympischen Spielen 2000 und 2004 sowie den Weltmeisterschaften 2003 und 2007 eine Silbermedaille. Der Olympiazweite von 2008 und WM-Dritte von 2007 David Payne gewann die Bronzemedaille.
Die hier gelaufenen besten Zeiten waren nicht so hochklassig wie bei den Weltmeisterschaften und Olympischen Spielen zuvor. Aber in diesem Finale ging es äußerst eng und spannend zu. Zwischen Rang eins und drei lag nur eine Hundertstelsekunde. Die Läufer auf Platz zwei und drei waren bis auf die Hundertstelsekunde zeitgleich.

## Bestehende Rekorde
| Weltrekord | 12,87 s | Dayron Robles | Ostrava, Tschechien               | 12. Juni 2008   |
| WM-Rekord  | 12,91 s | Colin Jackson | WM 1993 in Stuttgart, Deutschland | 20. August 1993 |

Der bestehende Weltmeisterschaftsrekord wurde bei diesen Weltmeisterschaften weit verfehlt. Die 13-Sekunden-Marke wurde nicht unterboten, die schnellste Zeit gab es im Finale mit 13,14 s.
Es wurden drei Landesrekorde aufgestellt:
- 13,34 s – Dániel Kiss (Ungarn), 6. Vorlauf am 19. August (Rückenwind: 0,1 m/s)
- 13,18 s – Ryan Brathwaite (Barbados), 2. Halbfinalam 20. August (Rückenwind: 0,6 m/s)
- 13,14 s – Ryan Brathwaite (Barbados), Finale am 20. August (Rückenwind: 0,1 m/s)

### Doping
Der im Halbfinale ausgeschiedene Russe Jewgeni Borissow wurde des Verstoßes gegen die Antidopingbestimmungen überführt. Seine zwischen dem 20. August 2009 und 19. August 2011 erzielten Ergebnisse wurden gestrichen. Außerdem erhielt er eine zweijährige Sperre vom 20. September 2017 bis 19. September 2019.
Leidtragender war der Südafrikaner Lehann Fourie, der über die Zeitregel im Halbfinale hätte starten dürfen.

## Vorrunde
Die Vorrunde wurde in sechs Läufen durchgeführt. Die ersten drei Athleten pro Lauf – hellblau unterlegt – sowie die darüber hinaus sechs zeitschnellsten Läufer – hellgrün unterlegt – qualifizierten sich für das Halbfinale.

### Vorlauf 1

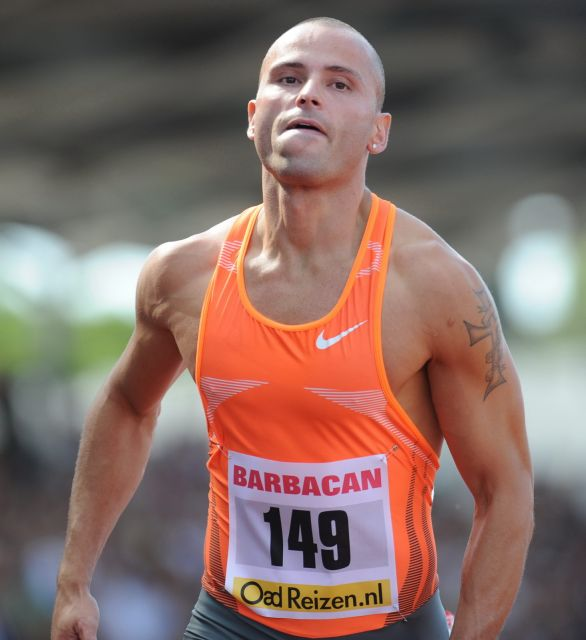
Andrew Turner – ausgeschieden als Fünfter in 13,73 s

19. August 2009, 11:35 Uhr
Wind: −0,4 m/s
| Platz | Name                         | Nation              | Zeit (s)                                         |
| ----- | ---------------------------- | ------------------- | ------------------------------------------------ |
| 1     | Shi Dongpeng                 | Volksrepublik China | 13,56                                            |
| 2     | Dwight Thomas                | Jamaika             | 13,57                                            |
| 3     | Jackson Quiñónez             | Spanien             | 13,65                                            |
| 4     | Lehann Fourie                | Südafrika           | 13,67 eigentlich für das Halbfinale qualifiziert |
| 5     | Andrew Turner                | Großbritannien      | 13,73                                            |
| 6     | Lee Jung-Joon                | Südkorea            | 13,83                                            |
| 7     | Tasuku Tanonaka              | Japan               | 13,84                                            |
| DNF   | Joseph-Berlioz Randriamihaja | Madagaskar          |                                                  |

### Vorlauf 2
19. August 2009, 11:43 Uhr
Wind: −0,2 m/s
| Platz | Name               | Nation              | Zeit (s) |
| ----- | ------------------ | ------------------- | -------- |
| 1     | Maurice Wignall    | Jamaika             | 13,62    |
| 2     | Helge Schwarzer    | Deutschland         | 13,66    |
| 3     | Dayron Robles      | Kuba                | 13,67    |
| 4     | Cédric Lavanne     | Frankreich          | 13,72    |
| 5     | Felipe Vivancos    | Spanien             | 13,72    |
| 6     | Damien Broothaerts | Belgien             | 14,15    |
| DNS   | Yin Jing           | Volksrepublik China |          |

### Vorlauf 3

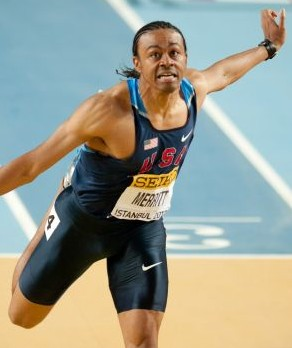
Der in den nachfolgenden Jahren sehr erfolgreiche Aries Merritt – schied als Vierter in 13,70 s aus
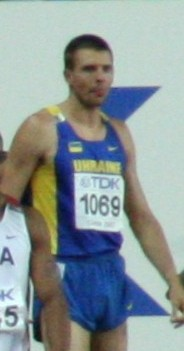
Serhiy Demydyuk – ausgeschieden als Fünfter in 13,71 s
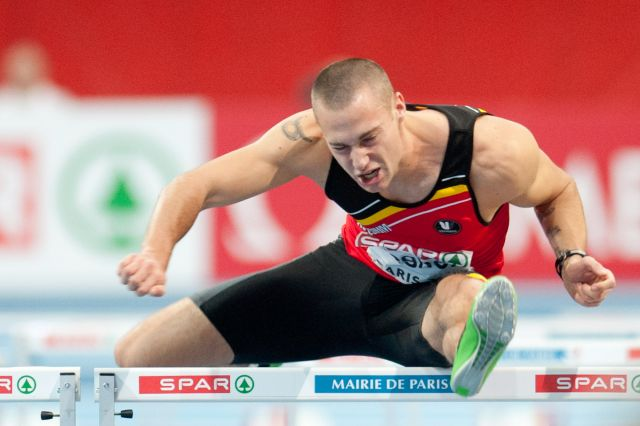
Adrien Deghelt – ausgeschieden als Sechster in 13,78 s

19. August 2009, 11:51 Uhr
Wind: +0,2 m/s
| Platz | Name            | Nation                 | Zeit (s) |
| ----- | --------------- | ---------------------- | -------- |
| 1     | Garfield Darien | Frankreich             | 13,56    |
| 2     | Petr Svoboda    | Tschechien             | 13,56    |
| 3     | Artur Noga      | Polen                  | 13,56    |
| 4     | Aries Merritt   | USA                    | 13,70    |
| 5     | Serhiy Demydyuk | Ukraine                | 13,71    |
| 6     | Adrien Deghelt  | Belgien                | 13,78    |
| 7     | Gianni Frankis  | Großbritannien         | 13,83    |
| 8     | Toriki Urarii   | Französisch-Polynesien | 15,01    |

### Vorlauf 4

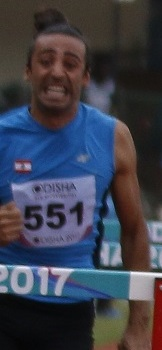
Ahmad Hazer – ausgeschieden als Siebter in 14,74 s

19. August 2009, 11:59 Uhr
Wind: +0,5 m/s
| Platz | Name               | Nation         | Zeit (s)                      |
| ----- | ------------------ | -------------- | ----------------------------- |
| 1     | Ryan Brathwaite    | Barbados       | 13,35                         |
| 2     | Alexander John     | Deutschland    | 13,41                         |
| 3     | William Sharman    | Großbritannien | 13,52                         |
| 4     | Staņislavs Olijars | Lettland       | 13,59                         |
| 5     | Maksim Lynsha      | Belarus        | 13,61                         |
| 6     | Park Tae-kyong     | Südkorea       | 13,93                         |
| 7     | Ahmad Hazer        | Libanon        | 14,74                         |
| DOP   | Jewgeni Borissow   | Russland       | für das Halbfinale zugelassen |

### Vorlauf 5

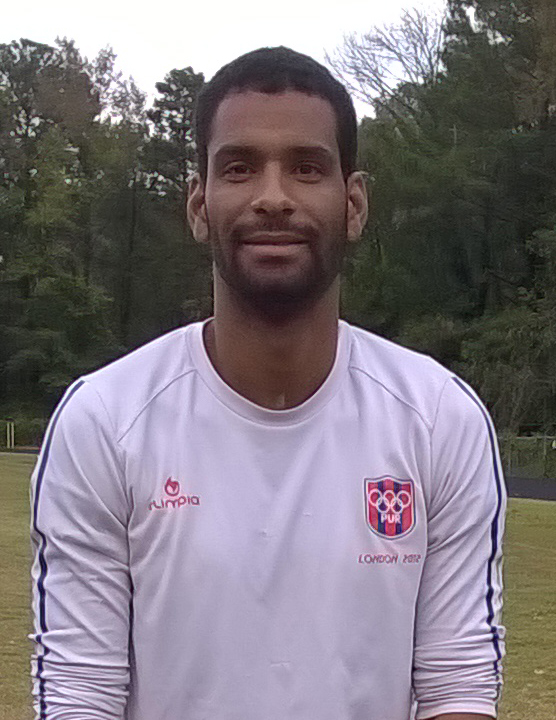
Héctor Cotto – ausgeschieden als Siebter in 13,81 s

19. August 2009, 12:07 Uhr
Wind: ±0,0 m/s
| Platz | Name                   | Nation              | Zeit (s) |
| ----- | ---------------------- | ------------------- | -------- |
| 1     | Ji Wei                 | Volksrepublik China | 13,51    |
| 2     | Terrence Trammell      | USA                 | 13,51    |
| 3     | Gregory Sedoc          | Niederlande         | 13,54    |
| 4     | Dimitri Bascou         | Frankreich          | 13,55    |
| 5     | Shamar Sands           | Bahamas             | 13,57    |
| 6     | Selim Nurudeen         | Nigeria             | 13,68    |
| 7     | Héctor Cotto           | Puerto Rico         | 13,81    |
| 8     | Rayzam Shah Wan Sofian | Malaysia            | 14,06    |

### Vorlauf 6

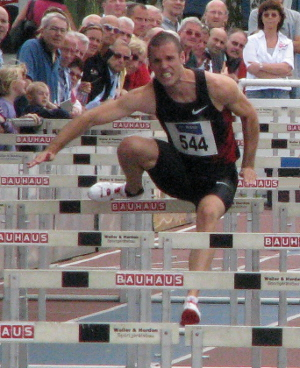
Matthias Bühler – ausgeschieden als Sechster in 13,75 s

19. August 2009, 12:15 Uhr
Wind: +0,1 m/s
| Platz | Name                     | Nation      | Zeit (s) |
| ----- | ------------------------ | ----------- | -------- |
| 1     | Dániel Kiss              | Ungarn      | 13,34 NR |
| 2     | Paulo Villar             | Kolumbien   | 13,52    |
| 3     | David Payne              | USA         | 13,54    |
| 4     | Dayron Capetillo         | Kuba        | 13,61    |
| 5     | Richard Phillips         | Jamaika     | 13,70    |
| 6     | Matthias Bühler          | Deutschland | 13,75    |
| 7     | David Ilariani           | Georgien    | 13,86    |
| 8     | Abdul Hakeem Abdul Halim | Singapur    | 14,63    |

## Halbfinale
Aus den drei Halbfinalläufen qualifizierten sich die jeweils ersten beiden Athleten – hellblau unterlegt – sowie die darüber hinaus zwei zeitschnellsten Läufer – hellgrün unterlegt – für das Finale.

### Halbfinallauf 1

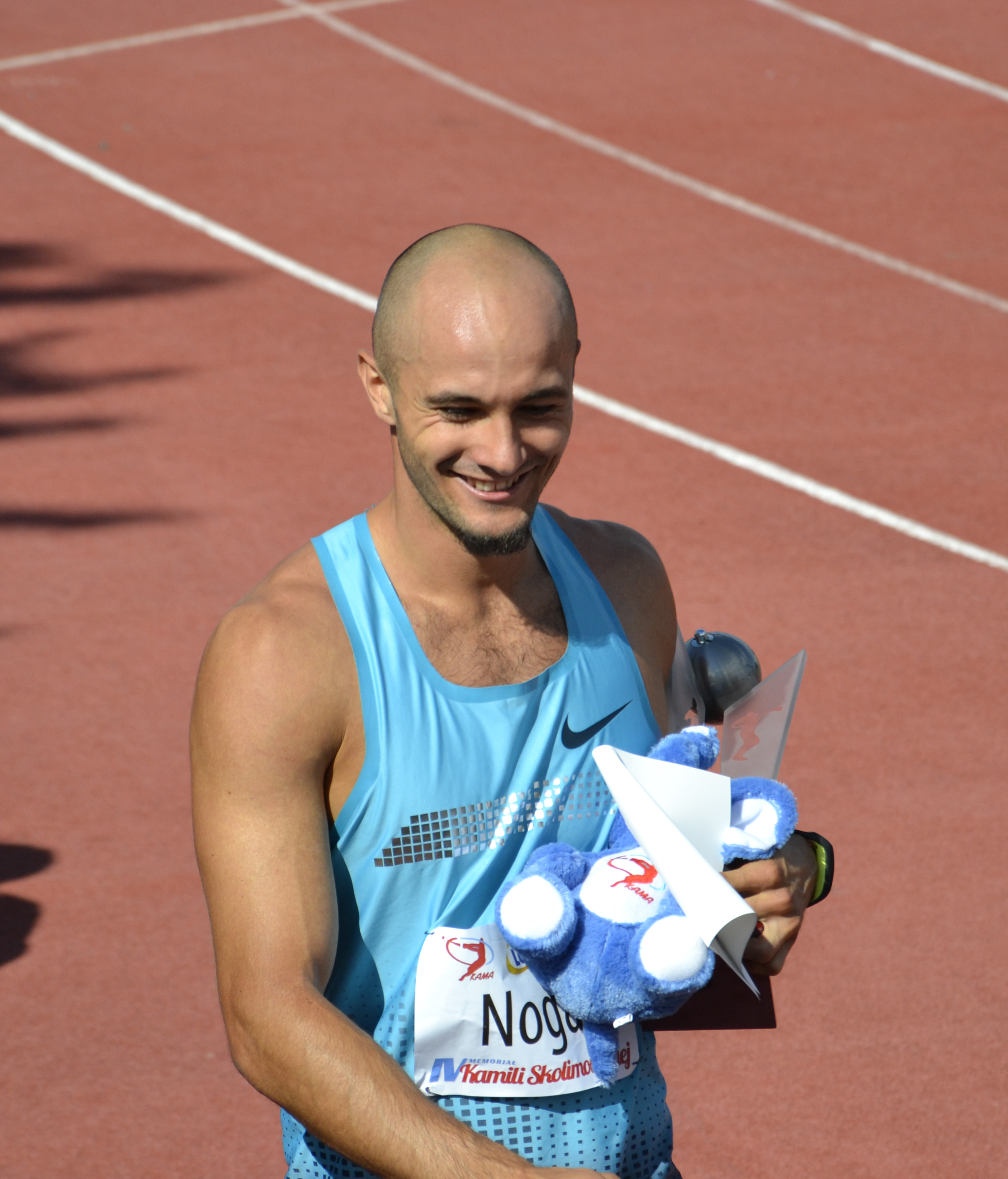
Artur Noga – ausgeschieden als Vierter in 13,43 s
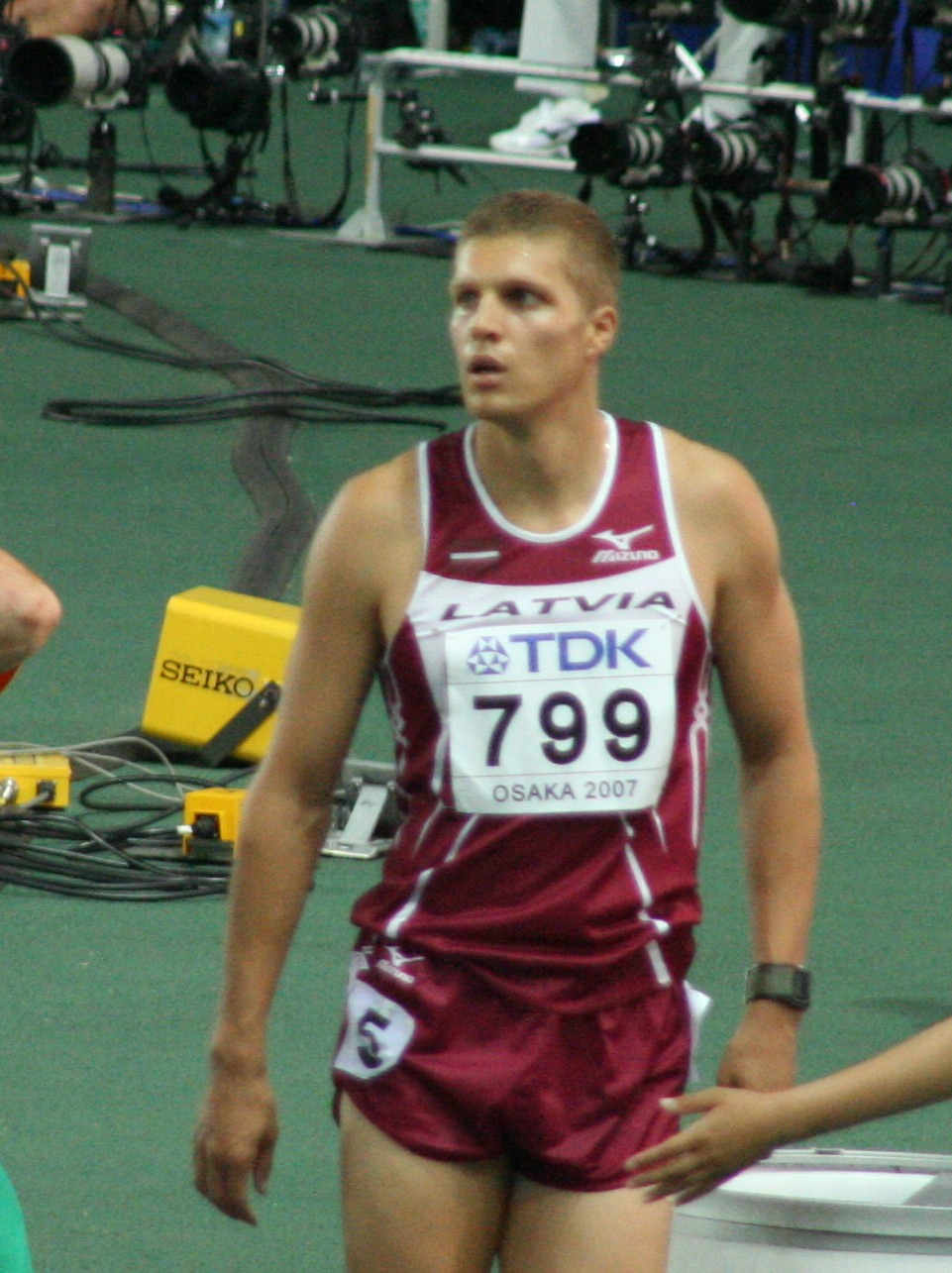
Staņislavs Olijars – ausgeschieden als Sechster in 13,50 s
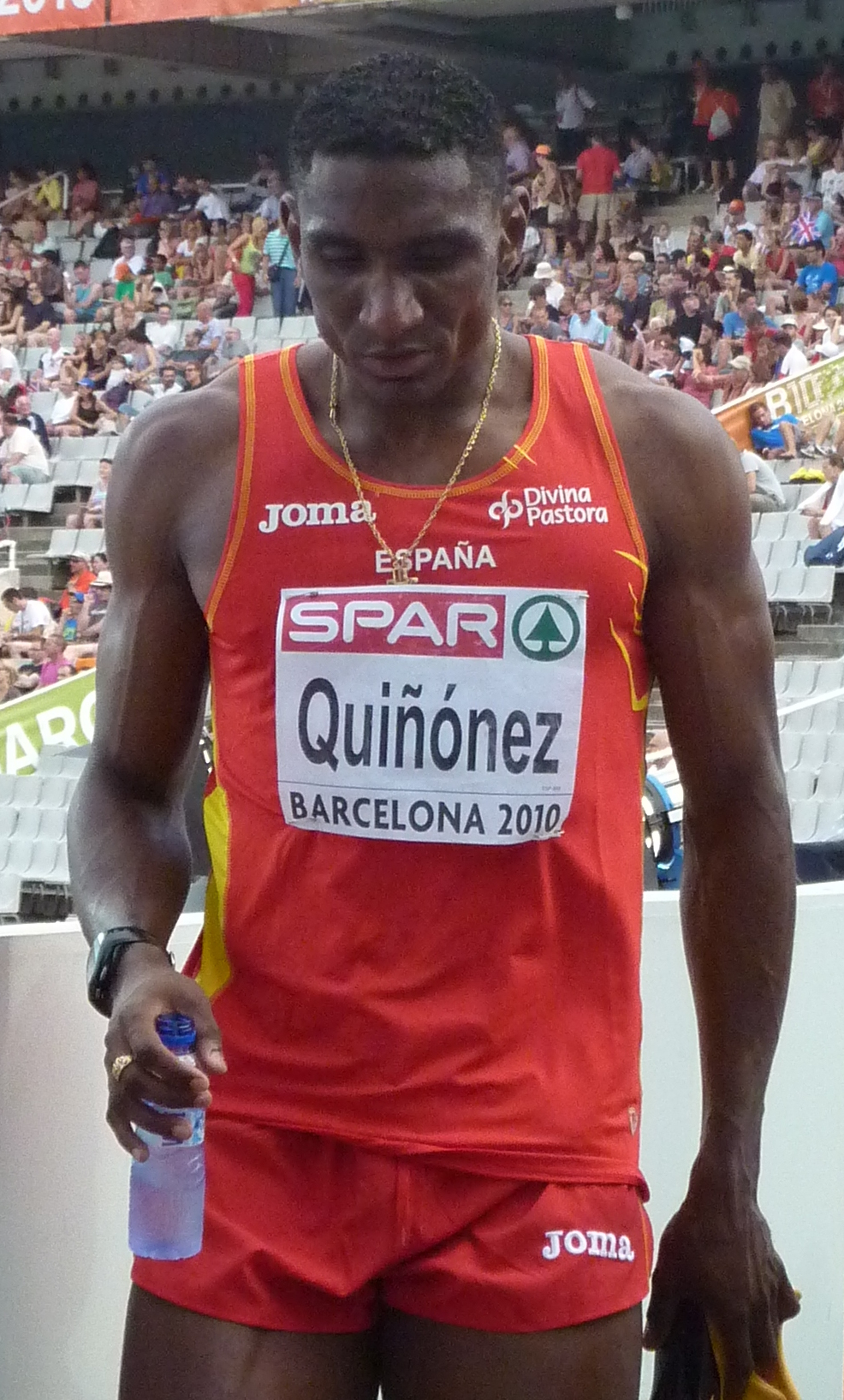
Jackson Quiñónez – ausgeschieden als Siebter in 13,54 s

20. August 2009, 18:15 Uhr
Wind: +0,9 m/s
| Platz | Name               | Nation              | Zeit (s) |
| ----- | ------------------ | ------------------- | -------- |
| 1     | Terrence Trammell  | USA                 | 13,24    |
| 2     | Petr Svoboda       | Tschechien          | 13,33    |
| 3     | Ji Wei             | Volksrepublik China | 13,41    |
| 4     | Artur Noga         | Polen               | 13,43    |
| 5     | Paulo Villar       | Kolumbien           | 13,44    |
| 6     | Staņislavs Olijars | Lettland            | 13,50    |
| 7     | Jackson Quiñónez   | Spanien             | 13,54    |
| 8     | Dayron Capetillo   | Kuba                | 13,55    |

### Halbfinallauf 2
20. August 2009, 18:23 Uhr
Wind: +0,6 m/s
| Platz | Name            | Nation              | Zeit (s) |
| ----- | --------------- | ------------------- | -------- |
| 1     | Ryan Brathwaite | Barbados            | 13,18 NR |
| 2     | David Payne     | USA                 | 13,24    |
| 3     | Dwight Thomas   | Jamaika             | 13,37    |
| 4     | Shi Dongpeng    | Volksrepublik China | 13,42    |
| 5     | Gregory Sedoc   | Niederlande         | 13,45    |
| 6     | Maksim Lynsha   | Belarus             | 13,46    |
| 7     | Dimitri Bascou  | Frankreich          | 13,49    |
| 8     | Alexander John  | Deutschland         | 13,64    |

Im zweiten Halbfinale ausgeschiedene Hürdensprinter:

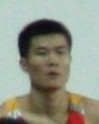
Shi Dongpeng Rang vier in 13,42 s
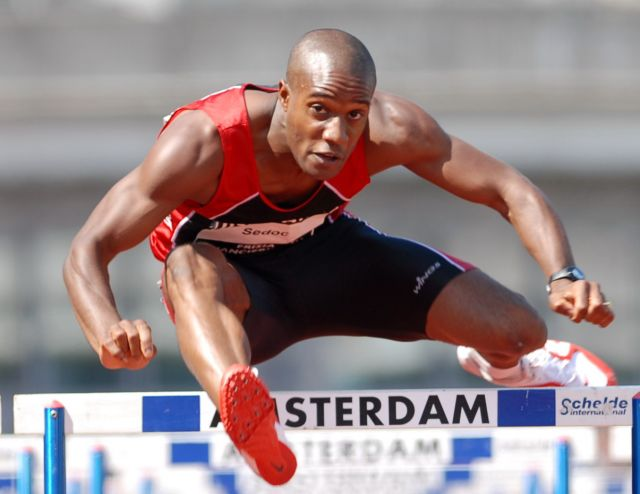
Gregory Sedoc Rang fünf in 13,45 s
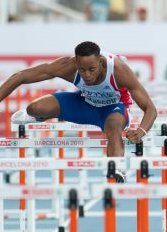
Dimitri Bascou Rang sieben in 13,49 s
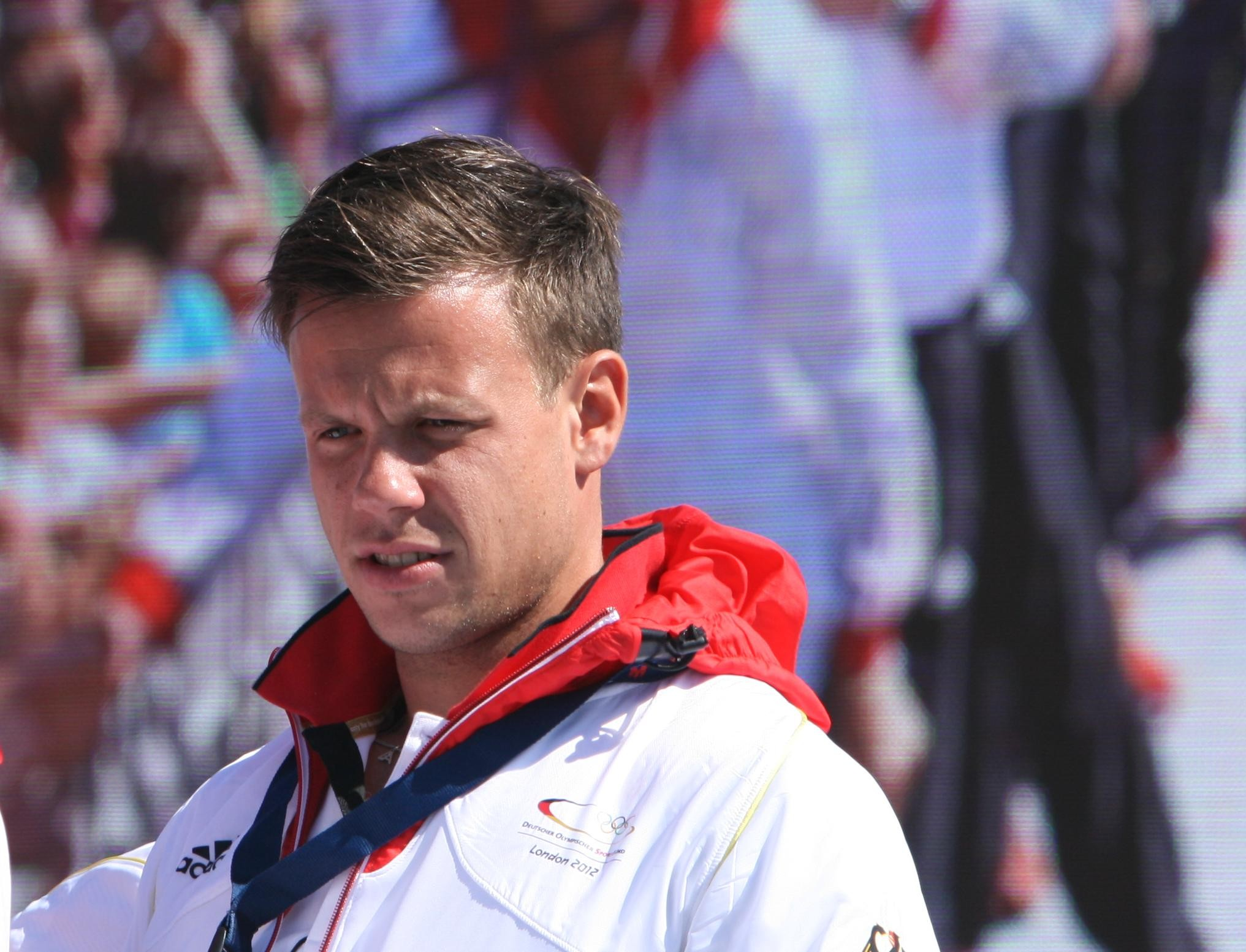
Alexander John Rang acht in 13,64 s

### Halbfinallauf 3
20. August 2009, 18:31 Uhr
Wind: +0,1 m/s
| Platz | Name             | Nation         | Zeit (s) |
| ----- | ---------------- | -------------- | -------- |
| 1     | William Sharman  | Großbritannien | 13,38    |
| 2     | Maurice Wignall  | Jamaika        | 13,43    |
| 3     | Dániel Kiss      | Ungarn         | 13,45    |
| 4     | Shamar Sands     | Bahamas        | 13,47    |
| 5     | Garfield Darien  | Frankreich     | 13,57    |
| 6     | Helge Schwarzer  | Deutschland    | 13,72    |
| DNF   | Dayron Robles    | Kuba           |          |
| DOP   | Jewgeni Borissow | Russland       |          |

Im dritten Halbfinale ausgeschiedene Hürdensprinter:

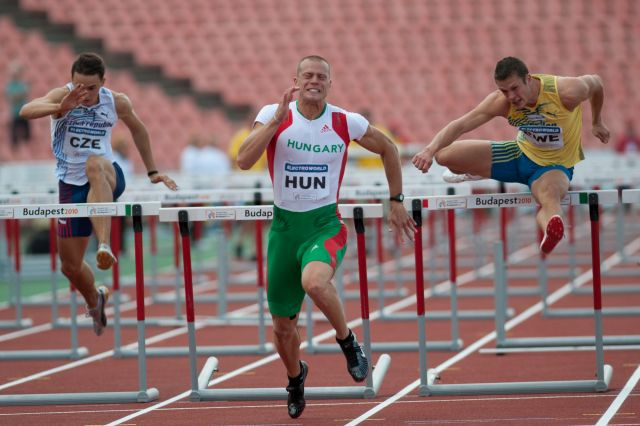
Dániel Kiss (Mitte) Rang drei in 13,45 s
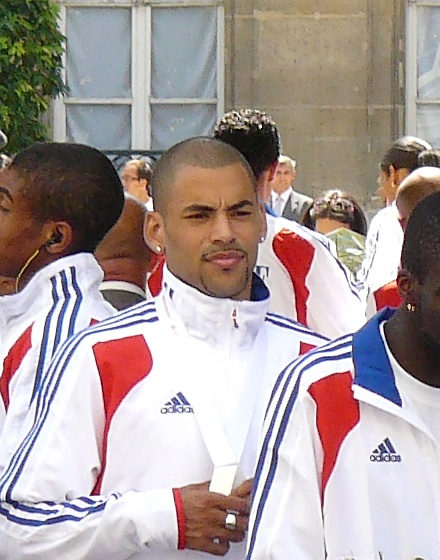
Garfield Darien Rang fünf in 13,57 s
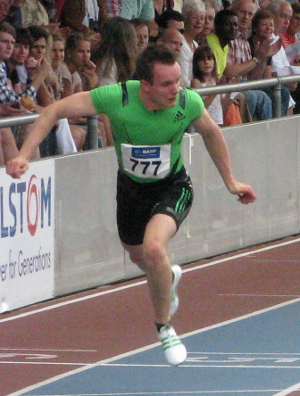
Helge Schwarzer Rang sechs in 13,72 s
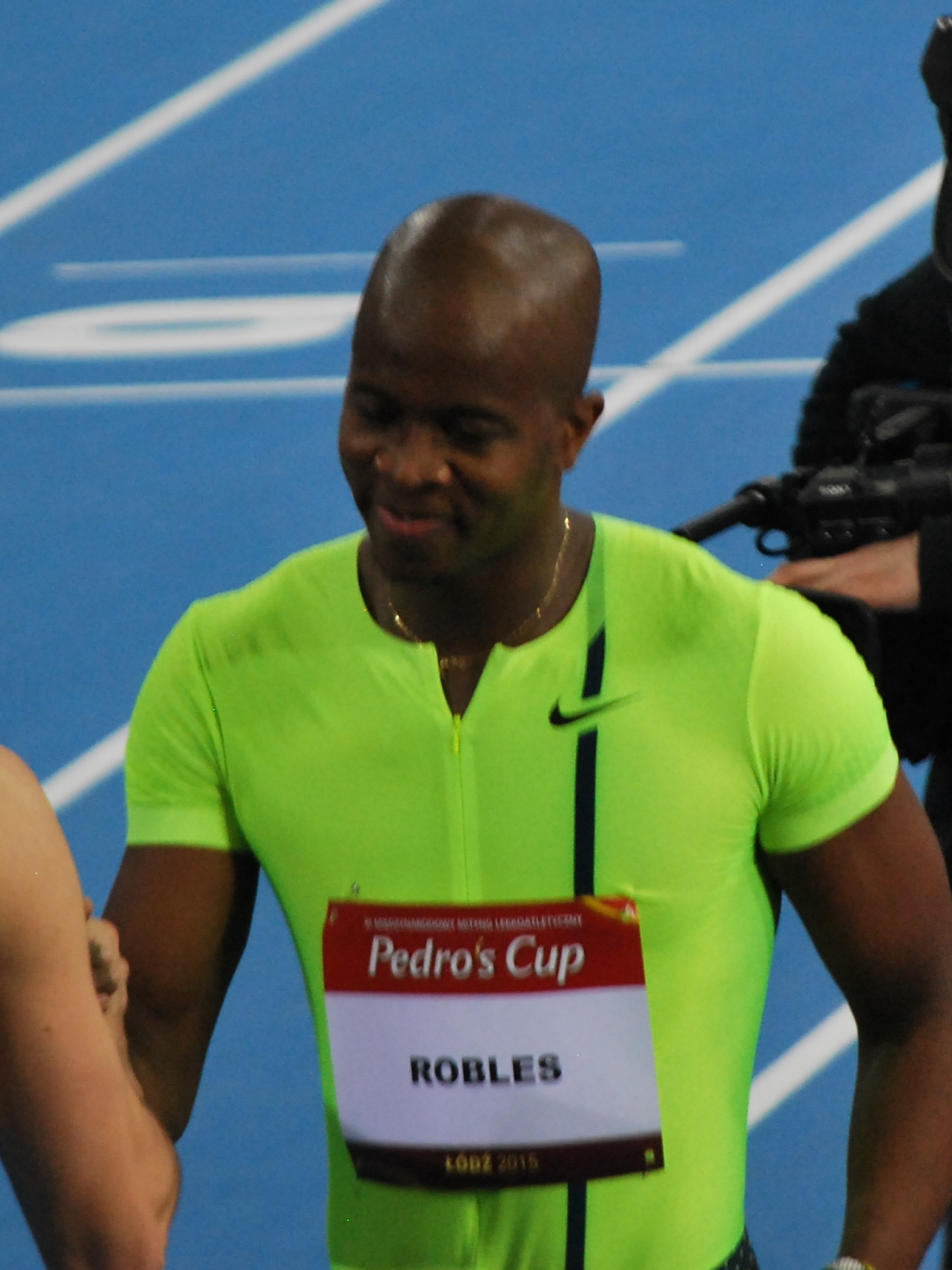
Der verletzt angetretene Weltrekordinhaber Dayron Robles kam hier nicht ins Ziel und schied aus

## Finale

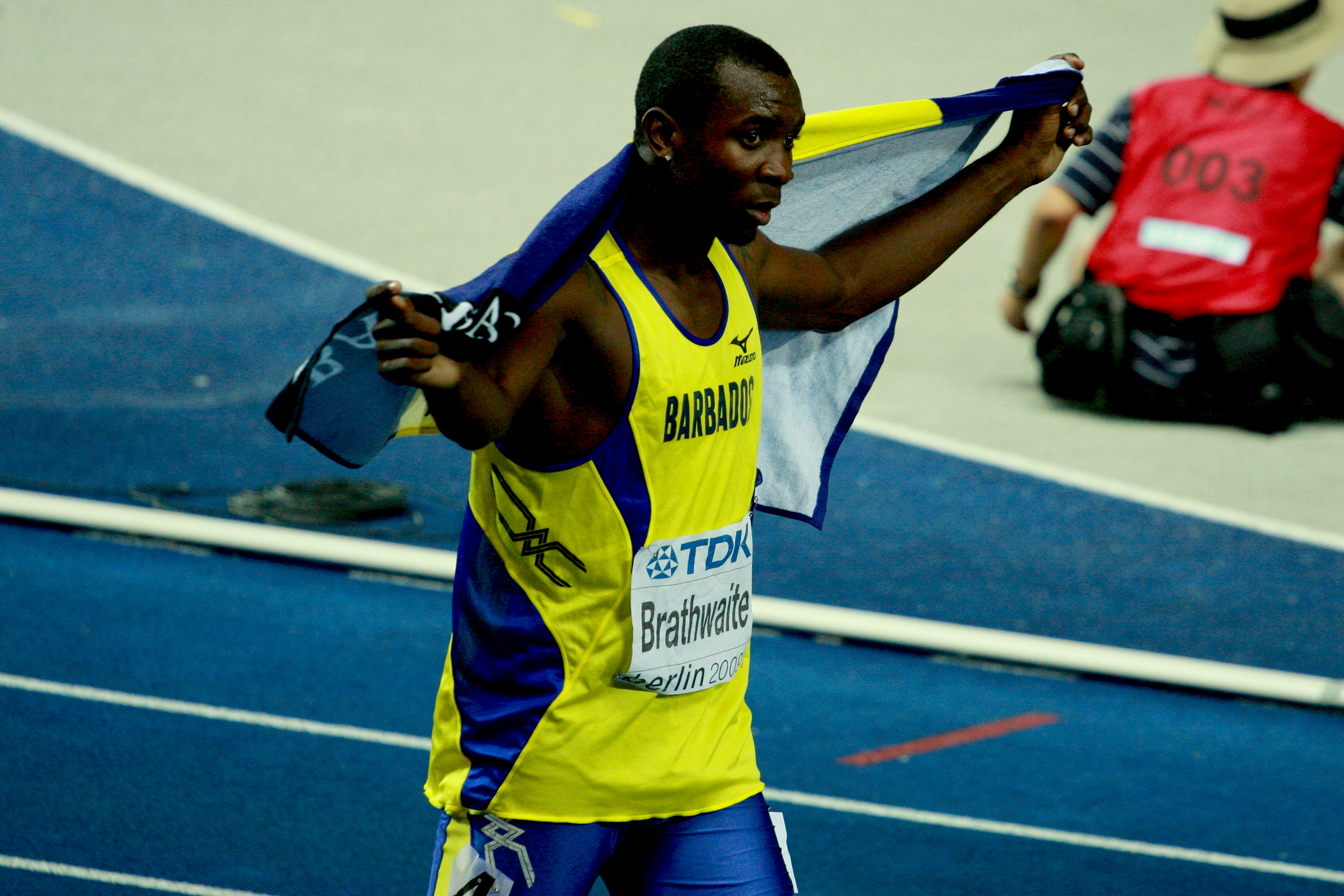
Weltmeister Ryan Brathwaite
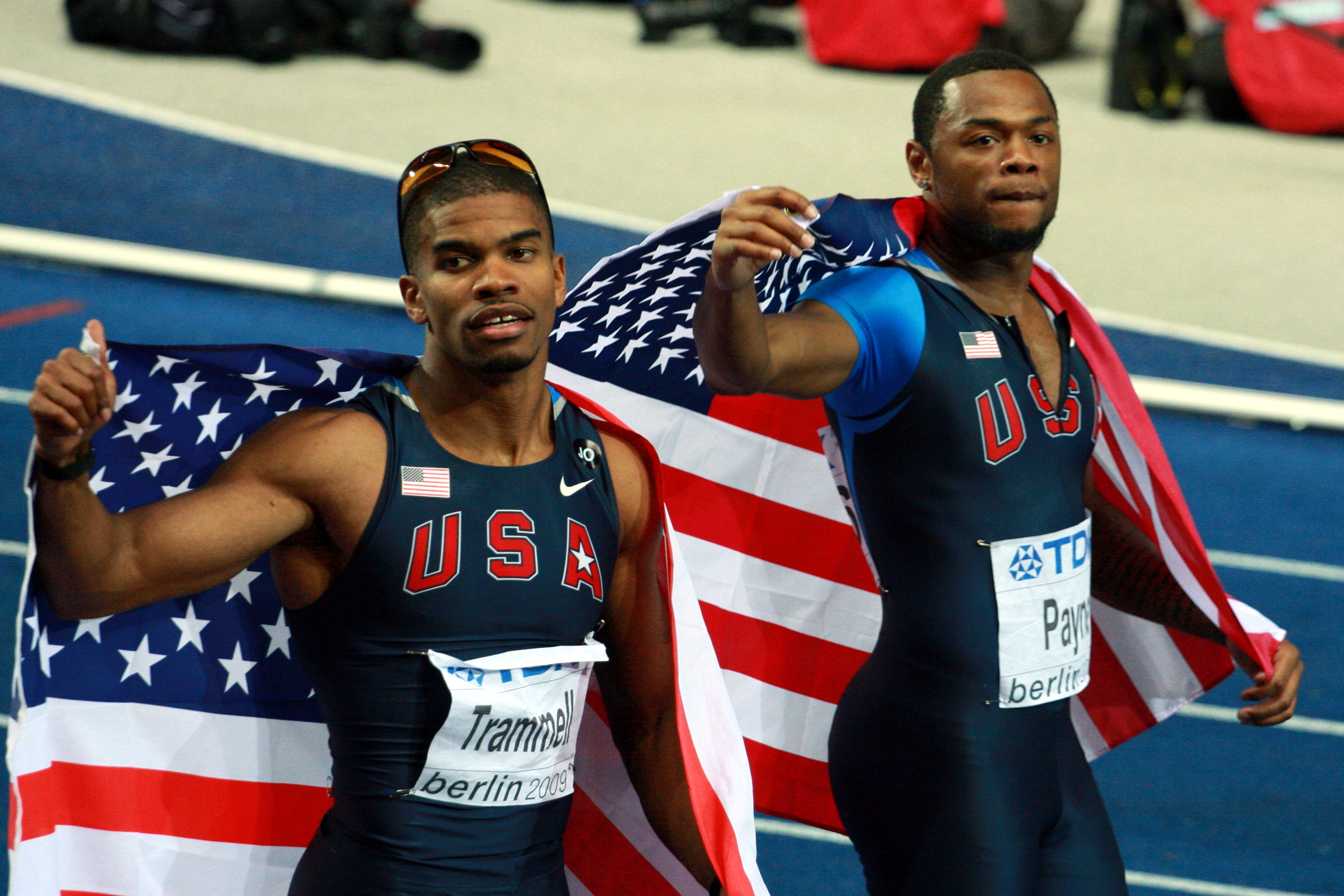
Die zweit- und drittplatzierten US-Amerikaner Terrence Trammell (links) und David Payne feierten ihre Medaillen

20. August 2009, 20:45 Uhr
Wind: +0,1 m/s
| Platz | Name              | Nation              | Zeit (s) |
| ----- | ----------------- | ------------------- | -------- |
| 1     | Ryan Brathwaite   | Barbados            | 13,14 NR |
| 2     | Terrence Trammell | USA                 | 13,15    |
| 3     | David Payne       | USA                 | 13,15    |
| 4     | William Sharman   | Großbritannien      | 13,30    |
| 5     | Maurice Wignall   | Jamaika             | 13,31    |
| 6     | Petr Svoboda      | Tschechien          | 13,38    |
| 7     | Dwight Thomas     | Jamaika             | 13,56    |
| 8     | Ji Wei            | Volksrepublik China | 13,57    |

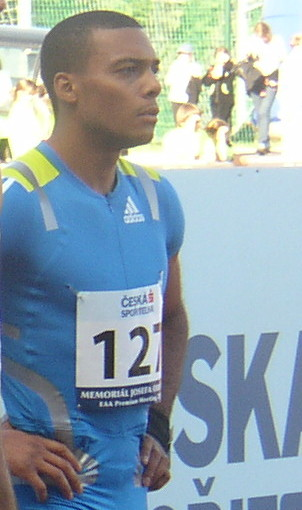
William Sharman belegte Rang vier
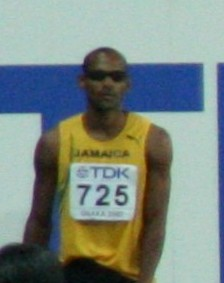
Maurice Wignall kam auf den fünften Platz
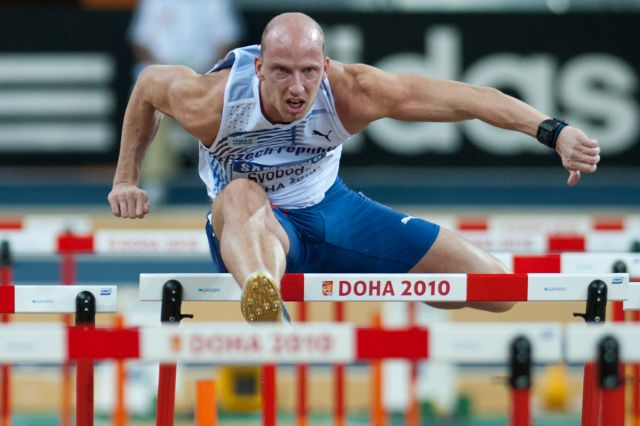
Rang sechs für Petr Svoboda
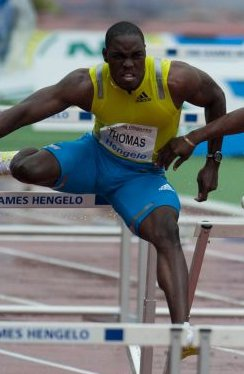
Der siebtplatzierte Dwight Thomas

## Video
- IAAF World Athletics Championships 2009, Mens 110m Hurdles Final, youtube.com, abgerufen am 21. November 2020